# Tobias Lindner (Politiker)

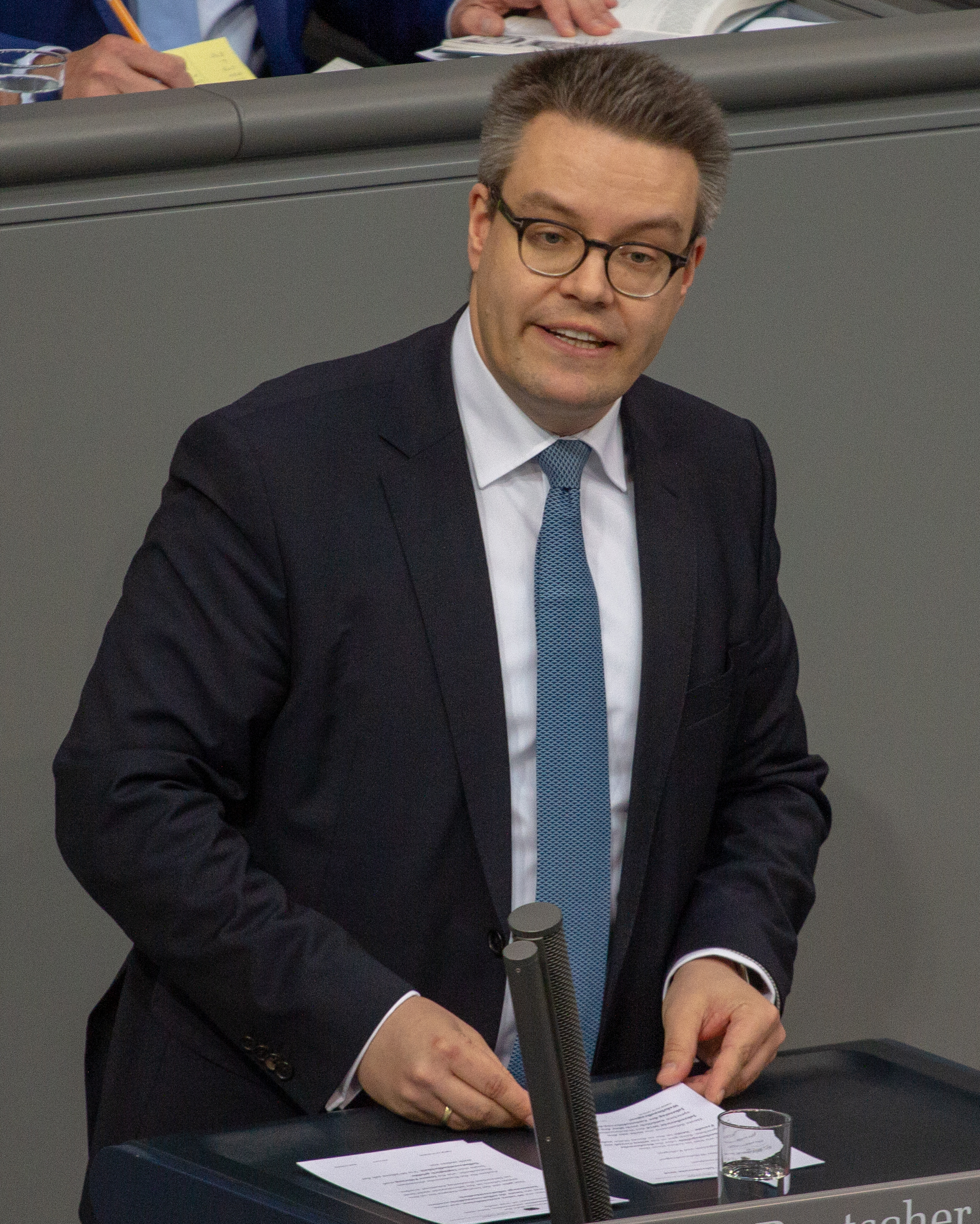
Tobias Lindner (2019)

Tobias Lindner (* 11. Januar 1982 in Karlsruhe) ist ein deutscher Politiker (Bündnis 90/Die Grünen). Von 2011 bis 2025 war Lindner Mitglied des Deutschen Bundestages und von 2021 bis 2025 Staatsminister bei der Bundesministerin des Auswärtigen.

## Leben und Beruf
Nach dem Abitur am Europa-Gymnasium in Wörth am Rhein leistete Lindner seinen Zivildienst bei der Landesanstalt für Umwelt Baden-Württemberg in Karlsruhe ab und studierte von 2002 bis 2007 an der Universität Karlsruhe (TH) (heute Karlsruher Institut für Technologie (KIT)) technische Volkswirtschaftslehre. Seit 2007 arbeitete er als wissenschaftlicher Mitarbeiter am dortigen Lehrstuhl für Wirtschaftstheorie des Instituts für Wirtschaftstheorie und Statistik und wurde 2011 mit der Arbeit Zur Manipulierbarkeit der Allokation öffentlicher Güter – Theoretische Analyse und Simulationsergebnisse zum Dr. rer. pol. promoviert. Lindner lebt in Wörth am Rhein.
Im Wintersemester 2013/14 war er Dozent des Seminars „Konzepte der Wirtschaftstheorie und ihre Anwendung auf wirtschaftspolitische Entscheidungen“ am Lehrstuhl für Wirtschaftstheorie des Karlsruher Instituts für Technologie.

## Politik
Lindner ist seit 1998 Mitglied bei Bündnis 90/Die Grünen und trat 1999 der Grünen Jugend bei. Im Jahr 2000 wurde er zum Sprecher des Landesvorstands der Grünen Jugend Rheinland-Pfalz gewählt und übernahm von 2002 bis 2004 das Amt des Beisitzers im Vorstand des Kreisverbands Germersheim. Von 2004 bis 2019 führte Lindner den Kreisverband Germersheim und von 2004 bis 2018 den Stadtverband seiner Heimatstadt Wörth. Er ließ sich 2005 und 2009 als Direktkandidat für den Deutschen Bundestag aufstellen. Im Januar 2007 stieg er als Mitglied in den Kreistag des Landkreises Germersheim ein und war dort bis Juli 2011 tätig. Von 2009 bis Juni 2011 war Lindner Mitglied des Stadtrats Wörth am Rhein sowie Vorsitzender der Kreistagsfraktion. Seit 2011 ist Lindner Mitglied des Deutschen Bundestages.
Im Juni 2019 nahmen Cem Özdemir und Lindner an der Dienstlichen Veranstaltung zur Information für zivile Führungskräfte der Bundeswehr am Ausbildungszentrum Munster teil und trugen für eine Woche den Dienstgrad Oberleutnant. Um an der Wehrübung teilnehmen zu können, musste Lindner seine Kriegsdienstverweigerung zurücknehmen.

## Abgeordneter
Im Juni 2011 rückte Lindner für Ulrike Höfken als Mitglied des Deutschen Bundestages über die Landesliste Rheinland-Pfalz nach. Seither war Lindner in der 17. Wahlperiode Mitglied im Haushaltsausschuss und Rechnungsprüfungsausschuss sowie stellvertretendes Mitglied im Verteidigungsausschuss. Am 27. März 2012 wurde Lindner zum Sprecher für Wirtschaftspolitik der Bundestagsfraktion Bündnis 90/Die Grünen gewählt und war fortan Mitglied im Ausschuss für Wirtschaft und Technologie. Des Weiteren übernahm er das Amt des stellvertretenden Vorsitzenden der Deutsch-Irischen Parlamentariergruppe und des stellvertretenden Vorsitzenden der rheinland-pfälzischen Landesgruppe der Grünen-Bundestagsabgeordneten. Am 1. Dezember 2012 wurde Lindner auf der Landesdelegiertenversammlung seiner Partei auf Platz zwei der Landesliste für die Bundestagswahl 2013 gewählt. 2013 und 2017 wurde er über die Landesliste erneut in den Bundestag gewählt.
In der 18. Wahlperiode des Deutschen Bundestages war Lindner Obmann der Bundestagsfraktion Bündnis 90/Die Grünen im Haushaltsausschuss, Ordentliches Mitglied im Verteidigungsausschuss und im Rechnungsprüfungsausschuss. Zudem war er stellvertretendes Mitglied der Parlamentarischen Versammlung der NATO. In der rheinland-pfälzischen Landesgruppe der Grünen-Bundestagsabgeordneten war er stellvertretender Vorsitzender.
Ab März 2015 war Tobias Lindner Mitglied im Senat der Deutschen Industrieforschungsgemeinschaft Konrad Zuse.
In der 19. Wahlperiode des Deutschen Bundestages war Lindner Sprecher für Sicherheitspolitik und Obmann der Bundestagsfraktion Bündnis 90/Die Grünen im Verteidigungsausschuss, Mitglied im Haushaltsausschuss, im Vertrauensgremium für die geheimen Haushaltspläne der Nachrichtendienste des Bundes, im Gemeinsamen Ausschuss und stellvertretender Vorsitzender des Rechnungsprüfungsausschusses. Zudem war er stellvertretendes Mitglied der Parlamentarischen Versammlung der NATO sowie stellvertretender Vorsitzender der Deutsch-Kanadischen Parlamentariergruppe. Für die rheinland-pfälzischen Grünen-Abgeordneten hatte Lindner den Vorsitz der Landesgruppe übernommen.
Von 2019 bis 2021 war Lindner Mitglied im 1. Untersuchungsausschuss des Verteidigungsausschusses der 19. Wahlperiode des Deutschen Bundestages.
Bei der Bundestagswahl 2021 kandidierte er als Direktkandidat im Wahlkreis Südpfalz und auf Platz 2 der Landesliste. Er zog über die Landesliste erneut in den Bundestag ein.
Im Juli 2024 kündigte Lindner an, bei der Bundestagswahl 2025 nicht erneut zu kandidieren.

## Öffentliche Ämter
Seit dem 8. Dezember 2021 war Tobias Lindner Staatsminister bei der Bundesministerin des Auswärtigen im Kabinett Scholz. Am 1. Dezember 2024 übernahm er zudem kommissarisch die Aufgaben des Koordinators der Bundesregierung für die transatlantische Zusammenarbeit. Am 11. Dezember 2024 wurde Lindner von Bundesaußenministerin Annalena Baerbock zum Sonderkoordinator für die Beziehungen zwischen Deutschland und Syrien ernannt. Im Zuge der Bildung des Kabinetts Merz am 6. Mai 2025 schied er aus diesen Ämtern aus.

## Mitgliedschaften
Lindner ist Mitglied der überparteilichen Europa-Union Deutschland, die sich für ein föderales Europa und den europäischen Einigungsprozess einsetzt.